# Romulea fischeri
Romulea fischeri är en irisväxtart som beskrevs av Ferdinand Albin Pax. Romulea fischeri ingår i släktet Romulea och familjen irisväxter. Inga underarter finns listade i Catalogue of Life.